# Plexippus zabkai
Plexippus zabkai is een spinnensoort uit de familie van de springspinnen (Salticidae).
De wetenschappelijke naam van de soort werd in 1999 gepubliceerd door Vivekanand Biswas.